# Papuopsia
Papuopsia is een geslacht van vliesvleugeligen uit de familie Pteromalidae. De wetenschappelijke naam van dit geslacht is voor het eerst geldig gepubliceerd in 1988 door Boucek.

## Soorten
Het geslacht Papuopsia omvat de volgende soorten:
- Papuopsia setosa Boucek, 1988
- Papuopsia striata Sureshan, 2005